# Asmodeus

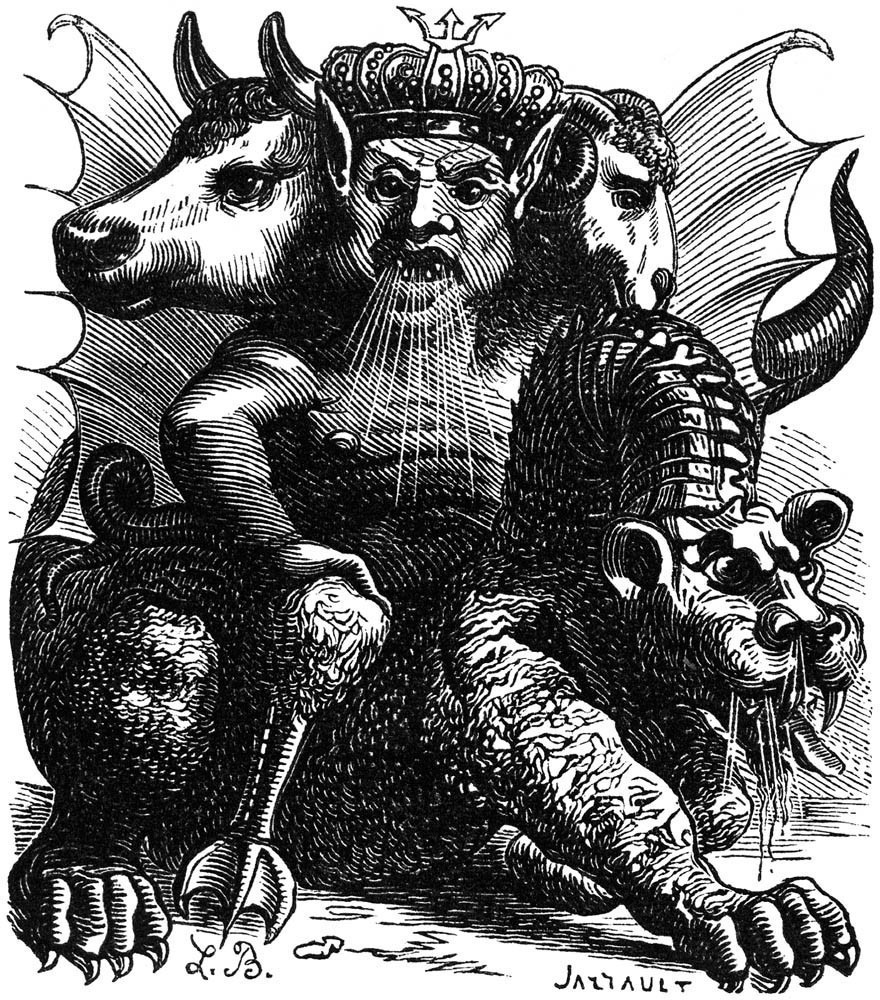
Asmodeus như được mô tả trong Dictnaire Infernal của Collin de Plancy.

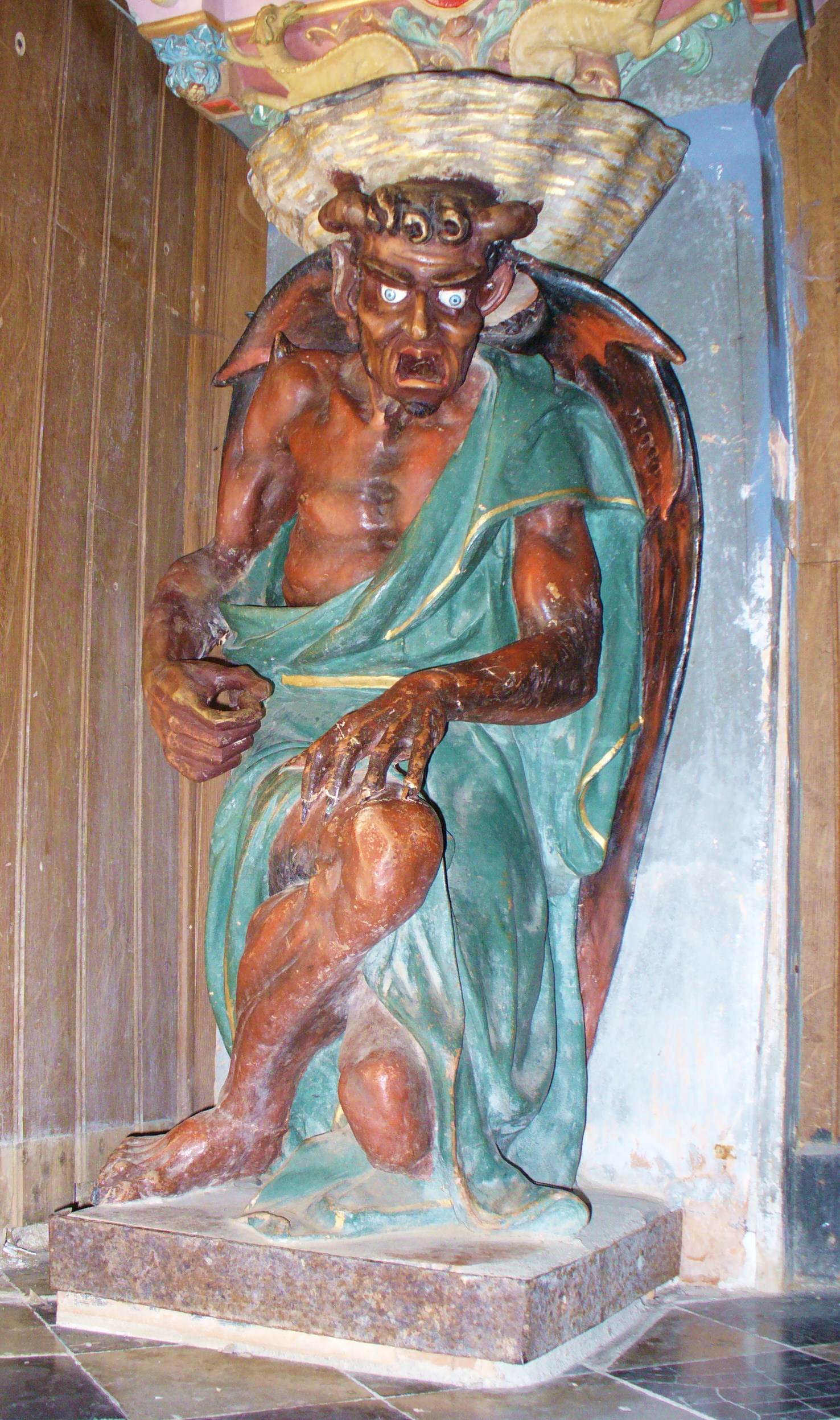
Hình của Asmodeus ở Rennes-le-Château.

Asmodeus (/ˌæzməˈdiːəs/; tiếng Hy Lạp: Ασμοδαίος, Asmodaios) hoặc Ashmedai (/ˈæʃmɪˌdaɪ/; tiếng Hebrew: אַשְמְדּאָי ,'Ašməd'āy), cũng gọi là Ashema Deva (xem dưới đây cho các biến thể khác), là một vị vua quỷ, hay trong truyền thuyết Judeo - Hồi giáo vua của các linh hồn trần thế (shedim / jinn), chủ yếu được biết đến từ cuốn sách Tobitocononical Book of Tobit, trong đó Asmodeus là nhân vật phản diện chính. Trong phân loại quỷ của Binsfeld, Asmodeus đại diện cho Sắc dục. Asmodeus cũng được đề cập trong một số truyền thuyết Talmudic; ví dụ, trong câu chuyện xây dựng Đền thờ Solomon.
Nhân vật này được một số Kitô hữu thời Phục hưng cho là Vua của Cửu địa. Asmodeus cũng được coi là một trong bảy hoàng tử của Địa ngục. Trong phân loại quỷ của Binsfeld, mỗi một trong những hoàng tử này đại diện cho một trong bảy tội lỗi chết người (Lust, Gluttony, Greed, Sloth, Wrath, Envy, và Pride).
Trong tác phẩm Asmodeus; Or, The Devil on Two Sticks mà những người đi theo của Asmodeus sẽ bị kết án vĩnh viễn ở cấp độ địa ngục thứ hai.